# Cryptozoölogie

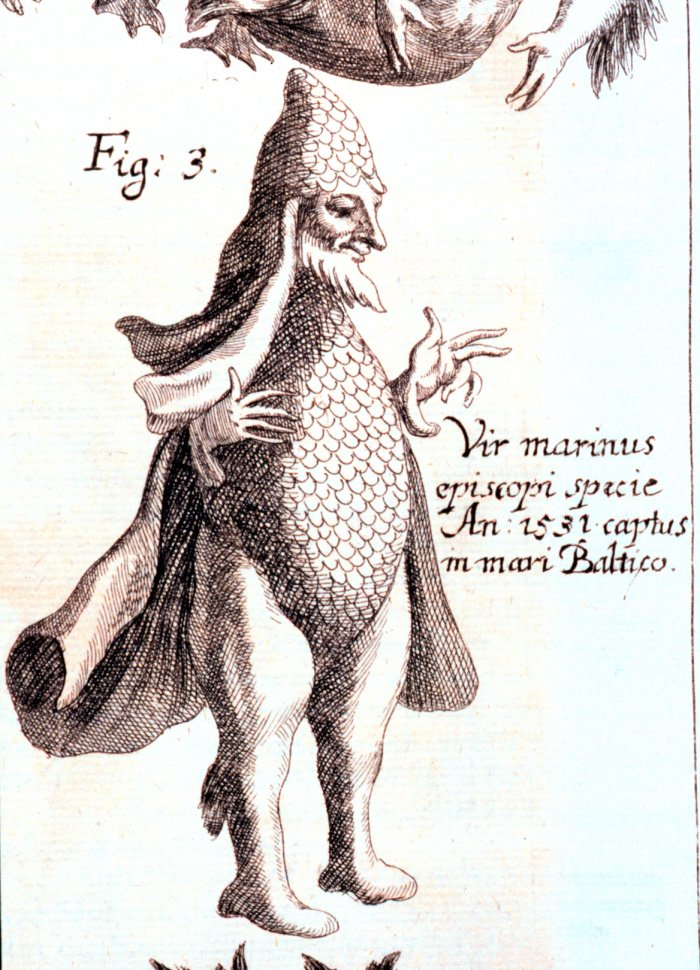
Een 'zeemeerman' opgevist in 1531

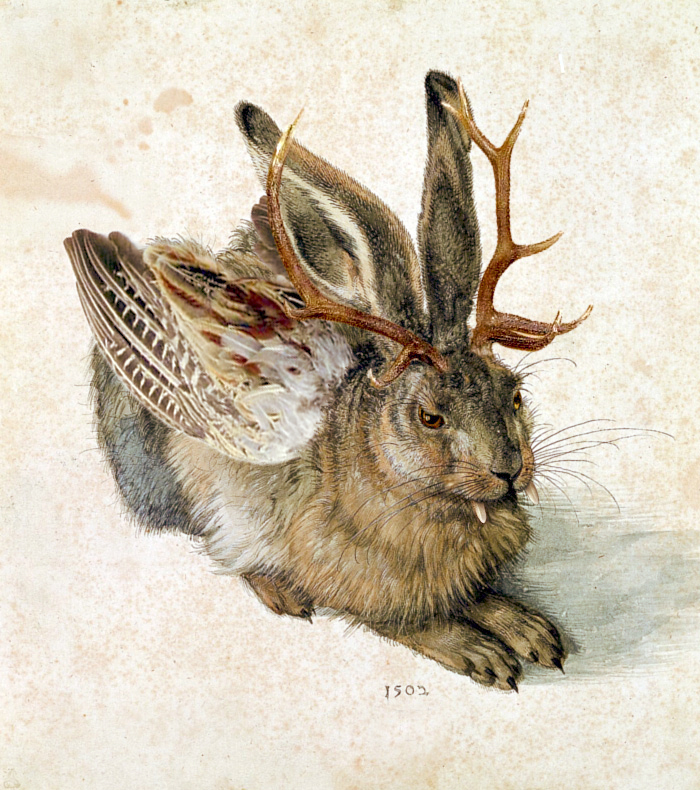
Een Wolpertinger

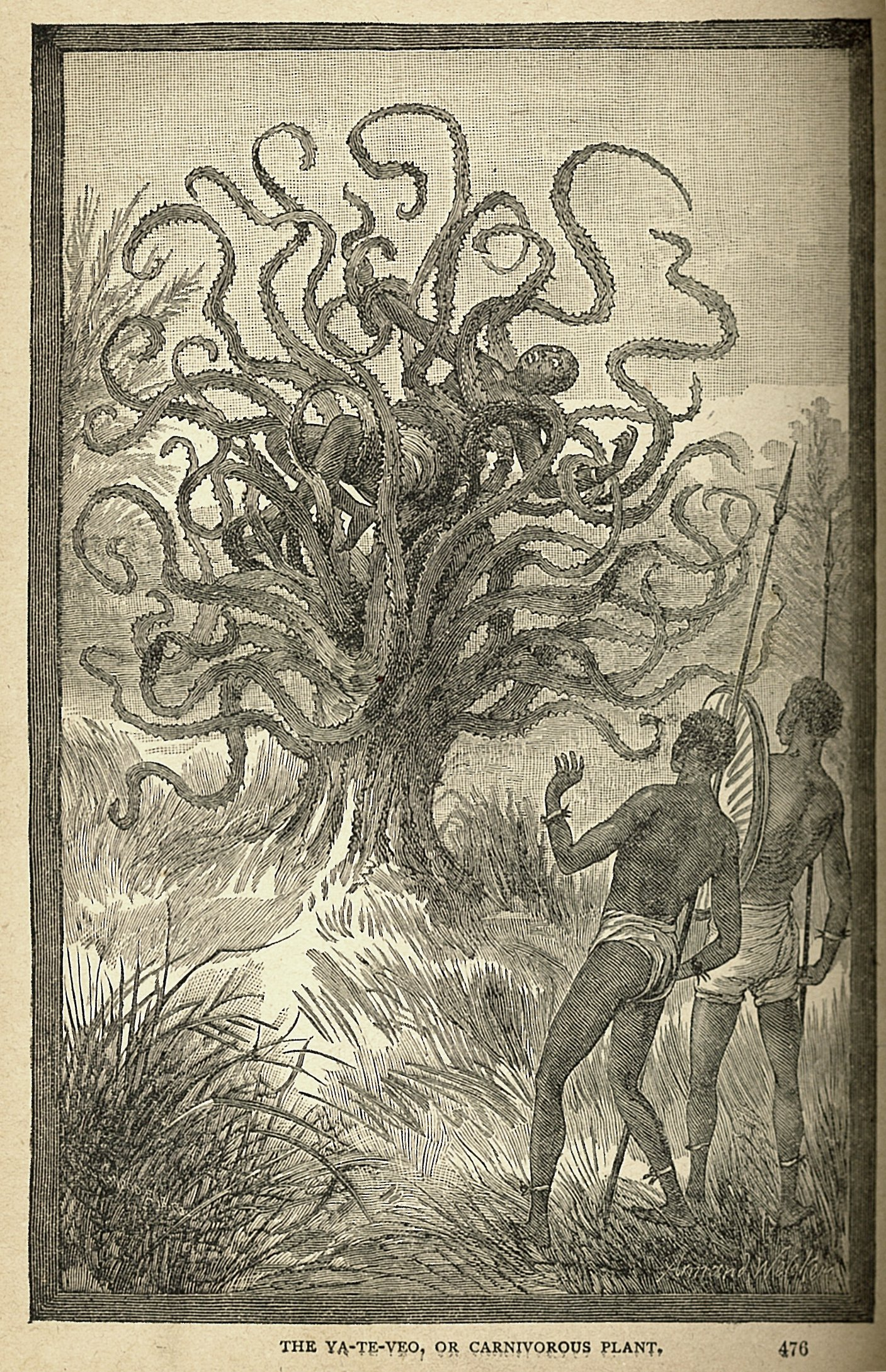
De ya-te-veo, een mensenetende boom

De cryptozoölogie - vanuit het Oudgrieks κρυπτός, kryptos (verborgen), ζῷον, zōion (levensvorm, dier) en λόγος, logos (leer) - is een omstreden vorm van theorievorming over en onderzoek naar onbekende dieren (soms ook andere levensvormen), ook wel cryptiden genoemd, die zúlke spectaculaire eigenschappen bezitten dat hun bestaan onwaarschijnlijk is. De cryptozoölogie is geen academische tak van de zoölogie of een andere wetenschappelijke discipline. Vaak wordt het gezien als een pseudowetenschap omdat de empirische onderbouwing pleegt te bestaan uit anekdotisch bewijs, legenden en niet-eenduidige waarnemingen.

## Definitie
Cryptozoölogie is niet simpelweg het proberen te ontdekken van nog verborgen dieren of ander leven. De meeste soorten zijn immers nog onbeschreven; vooral ongewervelden in de tropen vormen een rijk en ook na drie eeuwen systematisch onderzoek nog steeds grotendeels onontgonnen onderzoeksgebied. Maar zelfs de gewervelde landdieren zijn nog lang niet allemaal ontdekt: sinds de Tweede Wereldoorlog is er gemiddeld iedere week een nieuwe vogelsoort beschreven. Veldwerkers die deze rijkdom aan nog onbekende levensvormen in kaart proberen te brengen zijn daarom nog geen cryptozoöloog.
Het onderscheidend kenmerk van de cryptozoölogie bestaat hierin dat de te ontdekken soort eigenschappen moet bezitten die zijn bestaan onwaarschijnlijk maken. De twee belangrijkste voorbeelden hiervan zijn: grootte — hoe groter een dier, hoe groter immers de kans dat het al ontdekt zou zijn — en het vermoedelijk uitgestorven zijn: uitgestorven dieren bestaan al per definitie niet.
De cryptozoöloog bevindt zich aldus in een tegenstrijdige situatie. Hij moet de pretentie hebben te geloven in iets waarvan het irrationeel is om te geloven dat het waarschijnlijk bestaat. Sterker nog: het bestaan moet onwaarschijnlijk zijn, anders is het geen cryptozoölogie. Alle argumenten die hij aanvoert om die pretentie te onderbouwen en dus het bestaan van een soort geloofwaardig te maken, dreigen zo de cryptozoölogische status ervan aan te tasten.
De cryptozoöloog lost het eerste probleem op door "geloof" (belief) te vervangen door "vertrouwen" (faith) en zijn betrokkenheid bij de mogelijkheid van het bestaan van een soort zo te vergroten dat voor hem het belang van dat mogelijke bestaan groter wordt dan het meer waarschijnlijke gevaar dat het ding er toch niet is.
Het tweede probleem ondervangt hij door een evenwicht te vinden tussen volstrekt absurde hypothesen (honderd meter hoge paarse landoctopussen) en zaken die triviaal zijn (een rood torretje in het Amazonebekken). Daarbij laat hij zich leiden door oude legenden en nieuwe(re) waarnemingen door leken, die natuurlijk ook de enige aangrijpingspunten zijn voor een onderzoek. Beide kennisbronnen zijn notoir onbetrouwbaar.
De huidige biologie staat erg afwijzend tegenover de cryptozoölogie en ziet het meestal als een pseudowetenschap, met als argument dat de wetenschappelijke methode van het opstellen en toetsen van hypothesen bij de cryptozoöloog verstoord dreigt te raken door zijn betrokkenheid bij de mogelijkheid dat zijn onderzoeksobject wél bestaat.

## Geschiedenis
Toen in het vroegmoderne Europa de biologie zich als academische wetenschap begon te ontwikkelen, bestond er nog geen tegenstelling tussen het onderzoek naar diersoorten die men in de praktijk van alledag kon aantreffen en wezens waarvan het bestaan toch iets bijzonders had. De studie naar curiosa, "wonderlijke zaken" die afweken van het normale, werd juist gezien als iets wat bij uitstek de taak was van de geleerde, die geacht werd zich boven het alledaagse te verheffen. Het schrijven van verhandelingen over wat wij fabeldieren zouden noemen, zoals draken, en over zeemonsters beschouwde men als een normale wetenschappelijke activiteit. Ten dele werd dit bevorderd door het feit dat allerlei fossiele vondsten als de overblijfselen van zulke creaturen geïnterpreteerd werden.
In de achttiende eeuw, in het kader van de Verlichting, werd het gebruikelijk een strikt onderscheid te maken tussen het "natuurlijke" en het "bovennatuurlijke". Dat laatste werd meestal rigoureus naar het rijk der fabelen verwezen en de studie naar draken en monsters niet meer serieus genomen. Daarbij trok men de grens toch wat anders dan tegenwoordig gebruikelijk: ook het onderzoek naar fossielen, dat immers vaak ongewone resultaten opleverde, werd eerst door de meest radicale verlichtingsdenkers afgewezen. Al snel kwam er echter een kader beschikbaar om dergelijke zaken toch binnen de wetenschap een plaats te geven: de aarde bleek zeer veel ouder dan gedacht en fossielen waren resten van voorwereldlijke dieren, welke "monsters" als het ware naar het verleden verbannen werden. Toch dreigden ze daaruit soms te ontsnappen: de Expeditie van Lewis en Clark kreeg in 1805 nog opdracht van president Thomas Jefferson om ook eens uit te kijken naar mogelijke overlevende mammoeten.
Een andere manier om het bovennatuurlijke tot iets natuurlijks te transformeren was het interpreteren van mythen en legenden over fabeldieren als voortkomend uit een volstrekt natuurlijke oorzaak, namelijk diersoorten die nog niet "door de wetenschap ontdekt" waren. In de negentiende eeuw spanden ontdekkingsreizigers zich in  om alle uithoeken van de aarde systematisch in kaart te brengen. Zulke expedities hadden meestal ook tot doel nieuwe diersoorten te beschrijven en men maakte bij het zoeken daarnaar graag gebruik van lokale verhalen. Uitgaande van plaatselijke bronnen werd in 1816 de Indische tapir beschreven, in 1847 de gorilla en in 1902 de okapi.
In het begin van de twintigste eeuw echter werd ook de laatste witte vlek op de kaarten ingetekend. Men had de indruk dat ieder groot landdier nu wel ontdekt moest zijn. Ook op de vraag welke diergroepen volledig waren uitgestorven meende men een betrouwbaar antwoord te kunnen geven. Tegelijkertijd had zich in de negentiende eeuw een nieuw fenomeen ontwikkeld: de sensatiejournalistiek, die de fantasie van haar lezers onder andere prikkelde met volledig uit de duim gezogen verhalen over mysterieuze wezens, het liefst overlevenden uit een prehistorische wereld. Geen enkele serieuze wetenschapper wenste in verband gebracht te worden met dit soort onzin en dus werden de grenzen van de wetenschap nog weer nauwer getrokken: zich laten inspireren door anekdoten of de legenden van inheemse bewoners was geen geaccepteerde onderzoekspraktijk meer.
Door het zich terugtrekken van de academische wetenschap, liet zij op dit gebied alle ruimte aan de pseudowetenschap. Het was de Schotse zoöloog Ivan Terrance Sanderson die in het midden van de twintigste eeuw het woord cryptozoology bedacht. Aan de ene kant was dit een poging om het gebied een meer respectabele status te geven, aan de andere kant waren de werkzaamheden van juist deze man typisch pseudowetenschappelijk: een kritische instelling was bij hem ver te zoeken.
Hierdoor dreigde het zoeken naar onbekende dieren iedere respectabiliteit te verliezen, als die ook maar enig sensationeel kenmerk zouden kunnen bezitten. Onderzoek geïnspireerd door ooggetuigenverslagen naar grotere dieren in de oceanen, dat op zich in beginsel vruchtbaar zou kunnen zijn omdat die nog onvoldoende onderzocht zijn, zou dan al bij voorbaat geen aanspraak mogen maken op enige ondersteuning. In reactie hierop nam de Belgische onderzoeker Bernard Heuvelmans de term "cryptozoölogie" op als geuzennaam en deed een poging in Brussel een archief op te bouwen van meldingen. Eind 1999 schonk de moegestreden 83-jarige man zijn totale archief, zo een vijftigduizend documenten en foto's, aan het zoölogisch museum van Lausanne, en trok zich terug in een buitenwijk van Parijs. Dat museum bezit in één klap de meest uitgebreide gegevensbank over deze zeer controversiële tak van kennisverwerving. 
De cryptozoölogie weet zich nog steeds te verheugen in een grote publieke belangstelling: talloze boeken, tijdschriften, artikelen en programma's zijn aan het onderwerp gewijd. Die dragen meestal een tamelijk sensationeel karakter. Er zijn echter ook serieuzere verenigingen op dit gebied, die eigen publicaties uitgeven en congressen houden. Een enkele keer weet men zelfs voldoende geld te verwerven voor een echte expeditie. De huidige cryptozoölogie heeft moeite haar eigen karakter te bepalen. Sommigen houden vast aan het spectaculaire als onderscheidend kenmerk of zoals Heuvelmans het uitdrukte: het "monster". Anderen proberen aansluiting te vinden bij de antropologie zodat het meer een onderzoek naar stamlegenden wordt. De Britse bioloog Darren Naish stelt voor normaal veldonderzoek en cryptozoölogie in elkaar te doen overlopen: iedere nog niet ontdekte diersoort is dan een cryptide en verliest die status na ontdekking.

## Resultaten
Zoals inherent is aan de noodzakelijke onwaarschijnlijkheid van zijn hypothesen, heeft de cryptozoölogische onderzoekspraktijk de laatste eeuw weinig opgeleverd — ook al omdat er in de praktijk feitelijk weinig serieus onderzoek wordt verricht.
Heuvelmans meende in 1986 ongeveer 140 soorten dieren te hebben bepaald waarvan het bestaan door de meeste wetenschappers niet erkend wordt. Onder meer de reuzenluiaard, de dwergolifant en de reuzeninktvis stonden op de lijst voor een doorbraak naar erkenning. Dit is de dwergolifant al gelukt, die recent als nieuwe soort erkend is onder de naam "bosolifant". Ook de reuzeninktvis maakt een goede kans op erkenning waarbij echter vermeld moet worden dat het bestaan van de soort als zodanig geenszins omstreden is: het gaat slechts om de beweerde maximumgrootte van zo'n vijftig meter. De reuzenluiaard zou, getuige lokale legenden, nog steeds in het Amazoneregenwoud voorkomen. Wetenschappers vinden tot nog toe geen sluitend bewijs en kunnen slechts op de fossiele resten van ongeveer tienduizend jaar oud voortbouwen.

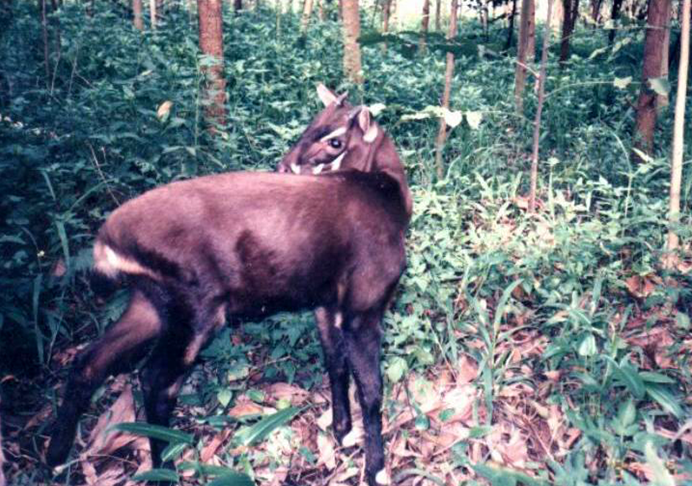
De saola, het laatste ontdekte grotere landdier

Er zijn op het eind van de twintigste eeuw ook vondsten gedaan van grote dieren die misschien helemaal niet in legenden of verslagen vermeld werden. De colossal squid, al beschreven in 1925, bleek voorlopig de grootste bekende inktvis. De reuzenbekhaai werd in 1983 beschreven. Soms blijkt de grens tussen cryptozoölogie en de normale wetenschappelijke praktijk moeilijk te trekken. In 1994 werd de Kting Voar uit Vietnam, een bovide slechts bekend van verhalen, hoorns en vachten, wetenschappelijk beschreven als Pseudonovibos spiralis; later onderzoek lijkt er echter op te wijzen dat de vermeende resten vervalsingen of althans kunstwerken zijn. Dat het echter geen heel vergezocht idee was zo'n dier te vermoeden, blijkt uit het feit dat een jaar eerder in hetzelfde gebied een echt de wetenschap onbekend bosrund opdook: de saola, Pseudoryx nghetinhensis, die de plaatselijke bevolking al lang kende.

## Cryptozoölogische wezens
- Bigfoot
- Emela-ntouka
- Chupacabra
- Kongamato
- Kraken
- Mbielu-mbielu-mbielu
- Mensenetende boom
- Mokele-mbembe
- Monster van Loch Ness
- Muhuru
- Ngoubou
- Nguma-monene
- Rhinogradentia
- Yeti (ook bekend als Verschrikkelijke Sneeuwman)